# Илинден (1907 – 1908)
Вижте пояснителната страница за други значения на Илинден.
„Илинден“ (изписване до 1945 година: „Илиндень“) е български вестник, нелегален орган на Вътрешната македоно-одринска революционна организация, който излиза в София от 27 ноември 1907 до 12 септември 1908 година под редакцията на Васил Пасков.
Първоначално излиза в сряда и събота, а от брой 51 (1908) – седмично. В редакцията влизат и Григор Василев, Пейо Яворов, Данаил Крапчев, Никола Милев и Петко Пенчев. Във вестника пише и Климент Шапкарев. От вестника излизат общо 64 броя. Печата се в печатницата на Петър Глушков.
Вестникът е неофициален орган на ВМОРО и от страниците си води борба с ръководството на организацията, избрано на Рилския конгрес. Полемизира с органа на левицата в организацията вестник „Одрински глас“. Скоро Васил Пасков (след 15 брой) излиза от редакционния комитет, тъй като е редактор на партийния вестник „Пряпорец“.
Христо Силянов, редактор във вестника, пише през юни 1936 година:
| „ | във в. „Илинден“... заедно с покойния П. К. Яворов, Васил Пасков и Петко Пенчев отстоявахме една умерена националистическа идеология в македонското освободително движение срещу пристъпите на група социалисти, теоретици на т.нар. „сандинистко течение“, което още преди младотурския преврат сочеше спасението на Македония в общото възраждане на мозаичната и първобитна турска империя под знамето на „отоманизъма“. | “ |